# 8029 Miltthompson
8029 Miltthompson este un asteroid din centura principală de asteroizi.

## Descriere
8029 Miltthompson este un asteroid din centura principală de asteroizi. A fost descoperit pe 15 septembrie 1991 la Observatorul Palomar de Henry E. Holt. Asteroidul prezintă o orbită caracterizată de o semiaxă mare de 3,15 ua, o excentricitate de 0,13 și o înclinație de 6,5° în raport cu ecliptica.